# 8515 Corvan
8515 Corvan este un asteroid din centura principală de asteroizi.

## Descriere
8515 Corvan este un asteroid din centura principală de asteroizi. A fost descoperit pe 4 septembrie 1991 la Siding Spring de Robert H. McNaught. Asteroidul prezintă o orbită caracterizată de o semiaxă mare de 2,62 ua, o excentricitate de 0,16 și o înclinație de 13,2° în raport cu ecliptica.